# Laura Vicuña
Laura Vicuña (Santiago del Cile, 5 aprile 1891 – Junín de los Andes, 22 gennaio 1904) è venerata come beata dalla Chiesa cattolica; è una tra le beate più giovani.

## Biografia

### La fuga dal Cile
Laura del Carmen Vicuña Pino nasce da José Domingo, un militare in carriera di nobile famiglia, e Mercedes Pino, una sarta di umili origini.
Quando in Cile scoppia la guerra civile, un parente di José Domingo, Claudio Vicuña, prova a partecipare alle elezioni come successore del presidente José Manuel Balmaceda, ma fallendo nell'intento i suoi avversari politici cominciano a perseguitare l'intera famiglia Vicuña. Josè Domingo con la moglie e le due figlie Laura e Giulia Amanda è costretto a fuggire verso il sud del Paese nel 1897.
Tre anni dopo José Domingo Vicuña muore, lasciando la moglie in difficoltà economiche. La donna decide allora di trasferirsi con le figlie in Argentina.

### La vita in Argentina e la vocazione religiosa
Mercedes Pino e le figlie arrivano nel paesino di Neuquén e la donna trova lavoro presso la tenuta di Manuel Mora, un ricco imprenditore agricolo.
Mercedes accetta di diventare la sua amante e Manuel Mora acconsente a provvedere all'educazione delle figlie:
Laura è mandata a studiare in un collegio delle Figlie di Maria Ausiliatrice, il ramo femminile dei Salesiani fondati da Giovanni Bosco, dove si trova subito a proprio agio nell'ambiente salesiano.
La situazione di precarietà della madre, la sua convivenza con un uomo fuori dal sacramento cattolico del matrimonio e il suo allontanamento dalla fede sono per Laura fonte di sofferenza e preoccupazione. 
Sono tre i capisaldi della sua "regola di vita": servire Dio per tutta la vita, preferire la propria morte piuttosto che il peccato, fare tutto il possibile per far conoscere e amare Dio alle persone a lei più prossime, in particolare alla madre.
Nel 1902 Vicuña prende i voti di povertà, castità e obbedienza in forma privata. Non può infatti essere ammessa ufficialmente come postulante delle Figlie di Maria Ausiliatrice a causa della condotta della madre, considerata dalla Chiesa cattolica in condizione di "peccato mortale".

### Laura Vicuña e Manuel Mora
Laura Vicuña soffre molto per la presenza di Manuel Mora nella vita della madre e nella sua.
L'uomo tenta di abusare spesso di Laura, ma lei riesce a gestire i suoi propositi violenti. 
Tuttavia Manuel Mora non può sopportare l'ostinazione di Laura a reagire contro di lui e per vendicarsi si rifiuta di continuare a pagare la retta del collegio. Laura e la sorella vengono comunque riaccolte a scuola dalla direttrice per via della loro difficile situazione familiare.
Per problemi di salute, nel 1903, lascia il collegio e va a vivere in un appartamento a Junín de Los Andes, assistita dalla madre. Muore il 22 gennaio 1904, all'età di 12 anni e mezzo.

### La beatificazione e il culto

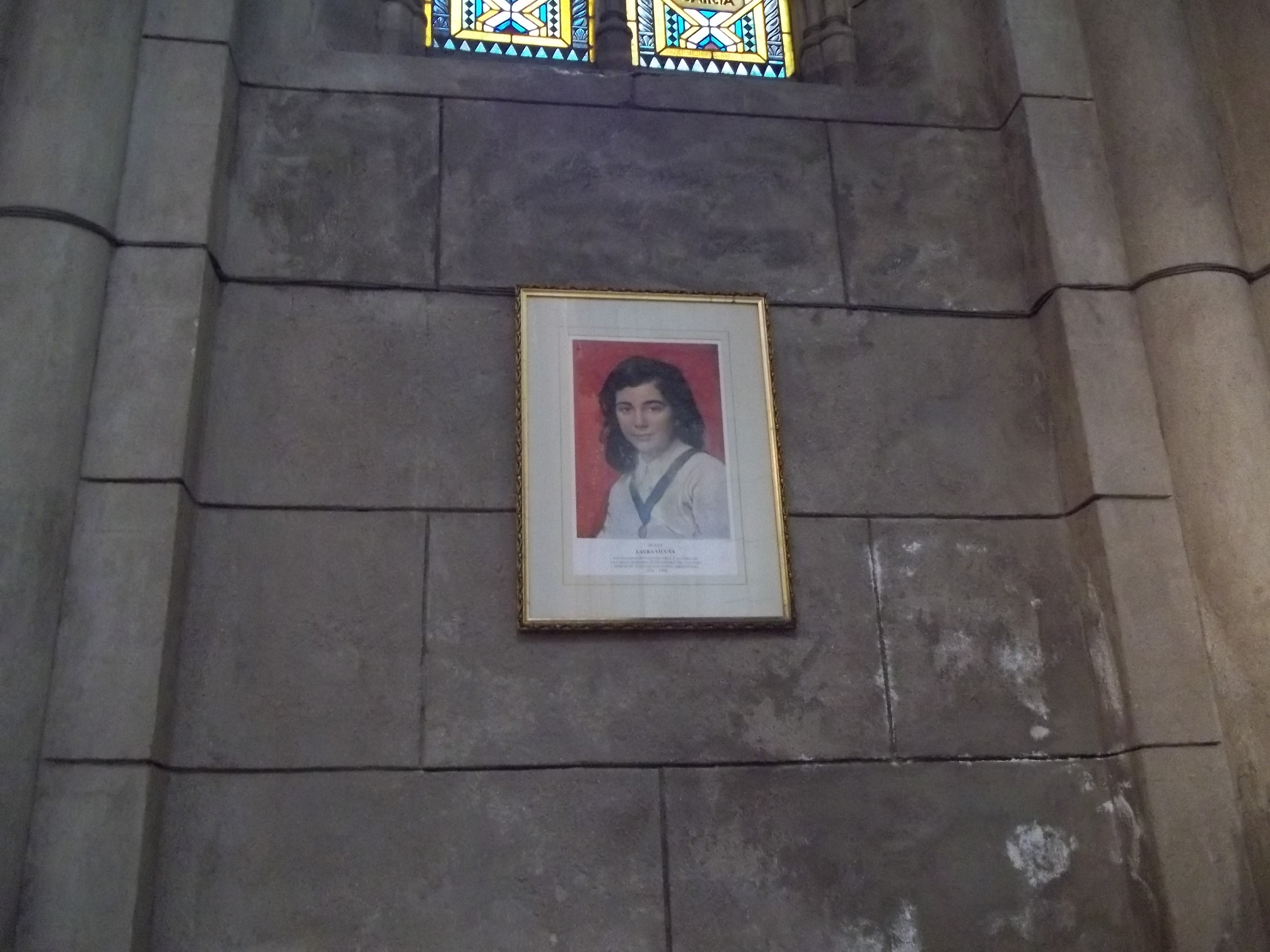
Ritratto tradizionale di Laura Vicuña.

La congregazione dei Salesiani dà inizio al processo di canonizzazione di Laura Vicuña a partire dagli anni '50, grazie soprattutto a suor Cecila Ghedini. Ma le possibilità che Laura Vicuña venga proclamata beata in realtà non sono molte perché la Chiesa cattolica non può considerarla una martire, tuttavia la determinazione dei salesiani contribuisce a portare avanti il lungo processo di beatificazione.
Laura Vicuña viene proclamata beata da San Giovanni Paolo II il 3 settembre 1988 sul Colle Don Bosco nel territorio di Castelnuovo Don Bosco (Asti).
La ragione principale della sua beatificazione è un miracolo attribuitole nel 1955 quando Suor Ofelia del Carmen Lobos Arellano, affetta da gravi problemi polmonari e con solo pochi mesi di vita, si rivolge a Laura Vicuña in preghiera e guarisce.
Laura Vicuña è venerata in Cile e Argentina come la protettrice delle vittime di incesti e abusi sessuali.
I santuari principali a lei dedicati si trovano a Santiago del Cile e in Argentina a Junín de los Andes.
La memoria liturgica ricorre il 22 gennaio, giorno della sua morte. La salma è venerata nella cappella delle Figlie di Maria Ausiliatrice a Bahía Blanca, in Argentina.

## Filmografia
- In Italia nel 1988 è stato realizzato il film Laura, un amore così grande, che racconta la vita di Laura Vicuña e le sue sofferenze prima di arrivare alla conversione della madre. (La revisione storica riconosce alcuni dati che non sono reali).
- Laura, una vida luminosa. Edizioni Don Bosco Argentina.